# Smart Package Manager
Smart — це менеджер пакетів. Його мета — створення розумних та портованих алгоритмів для вирішення проблем управління програмним забезпеченням, його оновленням та установкою. Smart Package Manager випускається під ліцензією GPL та працює на всіх основних дистрибутивах Linux. Проект націлений на привнесення істотної переваги над рідними утилітами, такими як APT, apt-rpm, yum та urpmi.